# Félix Mesnil
Pour les articles homonymes, voir Mesnil.
Félix Mesnil est un zoologiste et biologiste français né le 12 décembre 1868 à Omonville-la-Petite (Manche) et mort le 15 février 1938 à Paris.

## Biographie
Félix Mesnil obtient l'agrégation de sciences naturelles en 1891. Entré à l'Institut Pasteur en 1892 en qualité d'agrégé-préparateur après avoir été élève d'Alfred Giard et condisciple de Maurice Caullery, il devient secrétaire de Louis Pasteur, en même temps qu'il entreprend des études sur l'immunité cellulaire, la physiologie et la pathologie comparées dans le laboratoire de Ilya Ilitch Metchnikov (1845-1916).
Il fonde le Bulletin de l'Institut Pasteur avec Gabriel Bertrand (1867-1962), Alexandre Besredka (1870-1940), Amédée Borrel (1867-1936), Camille Delezenne (1868-1932) et A. Marie.
Membre de la Commission française de la maladie du sommeil, il participe à l'organisation de la mission en Afrique-Équatoriale française. Il participe à la création de la Société de pathologie exotique dont il sera secrétaire général puis président.
En 1903, en collaboration avec Alphonse Laveran (1845-1922), il démontre que le parasite responsable d'une fièvre de l'Inde (le Kala-azar) aperçu par William Boog Leishman (1865-1926), est un protozoaire nouveau, indépendant des trypanosomes et de l'hématozoaire du paludisme. Il le nommera provisoirement P. donovani et Sir Ronald Ross (1857-1932) créera pour lui le genre Leishmania.
Il est inhumé au cimetière d'Omonville-la-Petite (Manche).

## Œuvres et publications
Voir également la page « Félix Mesnil (1868-1938) : une bibliographie » dans la médiathèque scientifique comprenant les Bibliographies historiques de Louis Pasteur et des Pasteuriens.
- Sur le mode de résistance des vertébrés inférieurs aux invasions microbiennes artificielles, [Thèse présentée à la Faculté des sciences de Paris],  Impr. Charaire (Sceaux), 1895.
- Titres et travaux scientifiques (1893-1920), 	Impr. L. Barnéoud (Laval), 1931.

En collaboration
- avec Alphonse Laveran: Trypanosomes et trypanosomiases,  Masson (Paris), 1904 lire en ligne sur Gallica et deuxième édition de 1912, lire en ligne sur Gallica.
- avec Maurice Caullery: 
  - Sur un cas de ramification chez une Annélide (Dodecaceria concharum Oerst), 	1897.
  - « Sur un mode particulier de division nucléaire chez les grégarines », in: Arch. d'anat. micr., 1900. 3. 146-167. pl. 9.

## Titres et distinctions
- En 1908, il est nommé sous-directeur à l'École pratique des hautes études.
- En 1910, il est nommé professeur à l'Institut Pasteur.
- En 1913, il est vice-président de la Société de biologie.
- En 1920, il devient membre du Comité consultatif de l'enseignement de médecine vétérinaire coloniale.
- En 1921, il est reçu à l'Académie des sciences.
- En 1922, il est membre fondateur de l'Académie des sciences coloniales.
- En 1926, il est président de la Société zoologique de France.
- En 1931, il est élu parmi les membres libres de l'Académie de médecine.